# Joël Agyekum
Joël Agyekum (Hamburg, 8 maart 2005) is een Duits voetballer met Ghanese roots die doorgaans als centrale verdediger speelt. In 2025 maakte hij bij Hamburger SV in de Duitse 2. Bundesliga zijn debuut in het betaalde voetbal. Hij staat momenteel nog steeds onder contract bij de Noord-Duitse club.

## Clubloopbaan

### Jeugd
Agyekum begon zijn jeugdcarrière bij Eimsbütteler TV en maakte in 2017 de overstap naar de jeugdopleiding van Hamburger SV. Daar doorliep hij de verschillende jeugdelftallen en debuteerde op 20 september 2020 in de Onder-17 tijdens een wedstrijd tegen FC St. Pauli. Op 14 augustus 2022 maakte hij zijn debuut in de Onder-19, in een thuiswedstrijd tegen Dynamo Dresden. In het seizoen 2023/24 veroverde hij een vaste plek in de basis in deze leeftijdscategorie en werd hij na zeven wedstrijden benoemd tot aanvoerder. Na afloop van dat seizoen maakte hij de overstap naar het seniorenvoetbal.

### Hamburger SV
Op 8 oktober 2022 maakte Agyekum zijn debuut in het seniorenvoetbal voor het tweede elftal van Hamburger SV. In de Regionalliga Nord-uitwedstrijd tegen Werder Bremen II viel hij in de 79e minuut in voor Bent Andresen. In het seizoen 2024/25 werd hij definitief overgeheveld naar het tweede elftal, waar hij onder trainer Loïc Favé een basisplaats veroverde. Op 6 oktober 2024 maakte hij zijn eerste doelpunt in het seniorenvoetbal, in de met 1–4 gewonnen uitwedstrijd tegen FC St. Pauli II, waarin hij in de 49e minuut de 1–2 scoorde. Op 13 november volgde zijn officieuze debuut voor het eerste elftal, in een oefenwedstrijd tegen FC Twente. Tijdens de winterstop werd hij door hoofdtrainer Merlin Polzin  meegenomen op trainingskamp naar Turkije, waar hij in twee oefenwedstrijden in actie kwam. Op 7 februari 2025 debuteerde Agyekum officieel in het eerste elftal tijdens een uitwedstrijd in de 2. Bundesliga  tegen Preußen Münster. In het met 1–2 gewonnen duel viel hij in blessuretijd in voor Emir Sahiti. Zijn inbreng bij het eerste elftal bleef dat seizoen beperkt tot deze wedstrijd, terwijl hij zich bij het tweede elftal had ontwikkeld tot een vaste basisspeler. Eind april ondertekende hij zijn eerste profcontract bij de club.

## Clubstatistieken
| Seizoen                   | Club            | Competitie        | Competitie | Competitie | Beker | Beker | Internationaal | Internationaal | Overig | Overig | Totaal | Totaal |
| Seizoen                   | Club            | Competitie        | Wed.       | Dlp.       | Wed.  | Dlp.  | Wed.           | Dlp.           | Wed.   | Dlp.   | Wed.   | Dlp.   |
| ------------------------- | --------------- | ----------------- | ---------- | ---------- | ----- | ----- | -------------- | -------------- | ------ | ------ | ------ | ------ |
| 2022/23*                  | Hamburger SV II | Regionalliga Nord | 1          | 0          | –     | –     | –              | –              | –      | –      | 1      | 0      |
| 2023/24*                  | Hamburger SV II | Regionalliga Nord | 1          | 0          | –     | –     | –              | –              | –      | –      | 1      | 0      |
| 2024/25 **                | Hamburger SV II | Regionalliga Nord | 26         | 2          | –     | –     | –              | –              | 1      | 0      | 27     | 2      |
| Carrière totaal           | Carrière totaal | Carrière totaal   | 28         | 2          | –     | –     | –              | –              | 1      | 0      | 29     | 2      |
| Bijgewerkt tot 3 mei 2025 |                 |                   |            |            |       |       |                |                |        |        |        |        |

* In de seizoenen 2022/23 en 2023/24 speelde Agyekum als A-junior mee in het tweede elftal;
** In het seizoen 2024/25 kwam hij als speler van het tweede elftal één keer in actie voor het eerste elftal.

## Interlandloopbaan
Agyekum kwam in september 2022 uit voor Duitsland –18 tijdens het Vaclav Ježek-toernooi in Tsjechië. Bondscoach Christian Wörns selecteerde hem voor het toernooi, waarin hij op 21 september zijn debuut maakte tegen Tsjechië  –18. Enkele dagen later speelde hij zijn tweede en laatste interland in deze leeftijdscategorie tegen Mexico –18.
| Jeugdinterlands van Joël Agyekum voor Duitsland () | Jeugdinterlands van Joël Agyekum voor Duitsland () | Jeugdinterlands van Joël Agyekum voor Duitsland () | Jeugdinterlands van Joël Agyekum voor Duitsland () | Jeugdinterlands van Joël Agyekum voor Duitsland () | Jeugdinterlands van Joël Agyekum voor Duitsland () |
| №                                                  | Datum                                              | Wedstrijd                                          | Uitslag                                            | Soort Wedstrijd                                    | Doelpunten                                         |
| Als speler bij Duitsland –18                       | Als speler bij Duitsland –18                       | Als speler bij Duitsland –18                       | Als speler bij Duitsland –18                       | Als speler bij Duitsland –18                       | Als speler bij Duitsland –18                       |
| -------------------------------------------------- | -------------------------------------------------- | -------------------------------------------------- | -------------------------------------------------- | -------------------------------------------------- | -------------------------------------------------- |
| 1.                                                 | 21 september 2022                                  | Tsjechië – Duitsland                               | 0 – 4                                              | Vriendschappelijk                                  |                                                    |
| 2.                                                 | 25 september 2022                                  | Duitsland – Mexico                                 | 0 – 1                                              | Vriendschappelijk                                  |                                                    |
| Bijgewerkt tot 3 mei 2025                          |                                                    |                                                    |                                                    |                                                    |                                                    |